# Wilhelm Golitschek

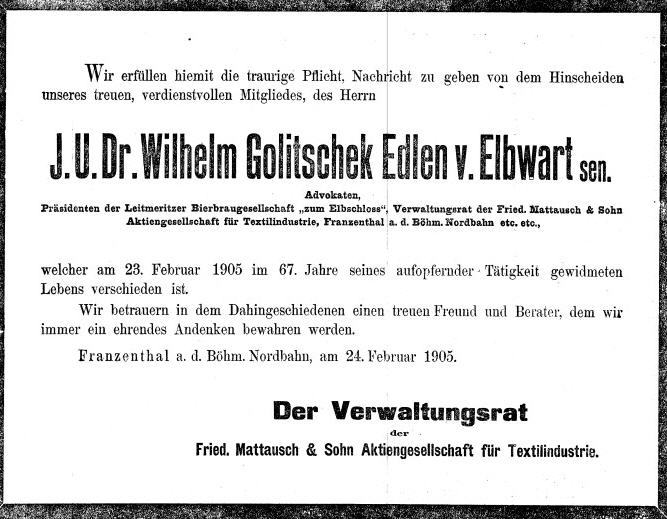
Oznámení o úmrtí Dr. Wilhelma Golitscheka Von Elbwart z dobového tisku

Wilhelm Golitschek, celým jménem Wilhelm Golitschek šlechtic von Elbwart (30. prosince 1836 Česká Kamenice – 24. února 1905 Litoměřice), byl rakouský a český advokát a politik německé národnosti, v 70. letech 19. století poslanec Českého zemského sněmu.

## Biografie
Působil jako advokát a žurnalista v Litoměřicích. Spoluzakládal místní noviny Leitmeritzer Zeitung. V období let 1876–1891 byl členem městského zastupitelstva. Působil také jako předseda správní rady Zámeckého pivovaru v Litoměřicích a zasedal ve vedení městské spořitelny a záložny.
V 70. letech 19. století se zapojil do zemské politiky. Ve volbách v roce 1878 byl zvolen na Český zemský sněm za městskou kurii (obvod Litoměřice – Lovosice). Uvádí se tehdy jako člen takzvané Ústavní strany (liberálně a centralisticky orientovaná stranická platforma odmítající federalistické aspirace neněmeckých etnik). Mandátu se vzdal roku 1880. V některých zdrojích se též uvádí, že v letech 1878–1882 byl poslancem Říšské rady, ale rejstříky poslanců z příslušného volebního období jeho jméno neobsahují.
Zemřel v únoru 1905 po krátké nemoci na následky srdečního záchvatu.